# Heroes of Might and Magic II: The Price of Loyalty
Heroes of Might and Magic II: The Price of Loyalty (ook wel POL of HOMM 2: POL genoemd) is een uitbreidingsset voor het computerspel Heroes of Might and Magic II: The Succession Wars, het tweede spel uit de Heroes of Might and Magic serie. The Price of Loyalty werd ontworpen door Cyberlore Studios en uitgebracht door New World Computing in 1997.

## Populariteit
Het eerste Heroes spel was al zeer populair, maar Heroes II was vanwege de verbeterde graphics en spelbalans nog populairder. In delen van Europa en Rusland was Heroes II zelfs de nummer 1 op de lijst van meest verkochte spellen gedurende 12 maanden. Als gevolg van dit succes verscheen de uitbreiding “The Price of Loyalty”.
The Price of Loyalty vergrootte de populariteit van Heroes II nog meer aangezien de toevoegingen en uitbreidingen het spel een stuk makkelijker te spelen maakten. Dit succes zorgde dat New World Computing en 3DO konden blijven bestaan ondanks de zwaar gedaalde populariteit van hun Might and Magic spellenserie.
Ondanks de grote populariteit die POL had in Europa en Rusland sloeg het spel minder aan in de Verenigde Staten, Australië en andere westerse landen.

## Nieuwe Campaign Spellen
Heroes II bevatte een aantal scenario spellen (en een makkelijk te gebruiken scenario editor), maar bevatte slechts twee campaigns die ook nog een sterk op elkaar leken omdat ze beide over hetzelfde draaiden om de verovering van de troon van Enroth, gezien vanuit twee perspectieven.
The Price of Loyalty voegde vier nieuwe campaigns toe aan Heroes II die allemaal van hetzelfde kaliber waren als de twee campaigns uit Heroes II.